# Байцаєв Владислав Борисович
Владисла́в Бори́сович Байца́єв (рос. Владислав Борисович Байцаев; нар. 17 серпня 1990, місто Дігора, Дігорського району, Північно-Осетинська Автономна Радянська Соціалістична Республіка) — російський та угорський борець вільного стилю, чемпіон, срібний та бронзовий призер чемпіонатів Європи, володар та срібний призер Кубків світу. Майстер спорту Росії міжнародного класу.

## Біографія
Родом з північноосетинського міста Дігора. Закінчив у Дігорі загальноосвітню школу. Вступив у Владикавказі до фінансового технікуму, а потім на юридичний факультет Північно-Осетинського державного університету.
Займатися боротьбою почав у Дігорі з 1998 року у тренера Алана Дзагкоєва. Після закінчення 9 класу, його сім'я переїхала до Владикавказа. Спортсмен почав тренуватися під керівництвом Цезаря Тібілова. Був бронзовим призером чемпіонату світу 2009 року серед юніорів. Чемпіон Європи 2010 року серед юніорів. Бронзовий призер чемпіонату Європи 2007 року серед кадетів. Представляє Москву та Республіку Північна Осетія-Аланія. Бронзовий призер чемпіонату Росії 2014 року.

## Спортивні результати на міжнародних змаганнях

### Виступи на Чемпіонатах світу
| Змагання                        | Збірна   | Вагова категорія          | Місце |
| ------------------------------- | -------- | ------------------------- | ----- |
| Чемпіонат світу з боротьби 2022 | Угорщина | вільна боротьба, до 97 кг | 5     |

### Виступи на Чемпіонатах Європи
| Змагання                         | Збірна   | Вагова категорія           | Місце  |
| -------------------------------- | -------- | -------------------------- | ------ |
| Чемпіонат Європи з боротьби 2011 | Росія    | вільна боротьба, до 96 кг  | Срібло |
| Чемпіонат Європи з боротьби 2013 | Росія    | вільна боротьба, до 96 кг  | Бронза |
| Чемпіонат Європи з боротьби 2016 | Росія    | вільна боротьба, до 125 кг | 12     |
| Чемпіонат Європи з боротьби 2018 | Росія    | вільна боротьба, до 97 кг  | Золото |
| Чемпіонат Європи з боротьби 2022 | Угорщина | вільна боротьба, до 97 кг  | Срібло |
| Чемпіонат Європи з боротьби 2023 | Угорщина | вільна боротьба, до 97 кг  | Бронза |

### Виступи на Кубках світу
| Змагання                    | Збірна | Вагова категорія           | Місце  |
| --------------------------- | ------ | -------------------------- | ------ |
| Кубок світу з боротьби 2014 | Росія  | вільна боротьба, до 97 кг  | Срібло |
| Кубок світу з боротьби 2017 | Росія  | вільна боротьба, до 125 кг | 5      |
| Кубок світу з боротьби 2019 | Росія  | команда                    | Золото |

### Виступи на інших змаганнях
| Змагання                                                  | Збірна   | Вагова категорія                | Місце  |
| --------------------------------------------------------- | -------- | ------------------------------- | ------ |
| Золотий Гран-прі з боротьби 2011 (Красноярськ)            | Росія    | вільна боротьба, до absolute кг | 4      |
| Золотий Гран-прі з боротьби 2011 (Красноярськ)            | Росія    | вільна боротьба, до 96 кг       | Срібло |
| Міжнародний меморіал Дейва Шульца 2011                    | Росія    | вільна боротьба, до 96 кг       | Золото |
| Гран-прі «Іван Яригін» 2013                               | Росія    | вільна боротьба, до 96 кг       | Золото |
| Турнір Степана Саргісяна 2013                             | Росія    | вільна боротьба, до 96 кг       | Бронза |
| Гран-прі «Іван Яригін» 2014                               | Росія    | вільна боротьба, до 97 кг       | 7      |
| Турнір Степана Саргісяна 2014                             | Росія    | вільна боротьба, до 97 кг       | Бронза |
| Кубок Рамзана Кадирова 2014                               | Росія    | вільна боротьба, до 97 кг       | Срібло |
| Інтерконтінентальний кубок з боротьби 2014                | Росія    | вільна боротьба, до 97 кг       | Бронза |
| Турнір Степана Саргісяна 2015                             | Росія    | вільна боротьба, до 97 кг       | 5      |
| Всесвітні ігри військовослужбовців 2015                   | Росія    | вільна боротьба, до 125 кг      | Золото |
| Кубок Алроси 2015                                         | Росія    | вільна боротьба, до 125 кг      | Золото |
| Гран-прі «Іван Яригін» 2016                               | Росія    | вільна боротьба, до 125 кг      | Золото |
| Чемпіонат Росії з боротьби 2016                           | Росія    | вільна боротьба, до 97 кг       | Бронза |
| Міжнародний турнір Дінмухамеда Кунаєва 2016               | Росія    | вільна боротьба, до 125 кг      | Срібло |
| Гран-прі «Іван Яригін» 2017                               | Росія    | вільна боротьба, до 97 кг       | 5      |
| Чемпіонат Росії з боротьби 2017                           | Росія    | вільна боротьба, до 97 кг       | Срібло |
| Турнір Дмитра Коркіна 2017                                | Росія    | вільна боротьба, до 125 кг      | Золото |
| Турнір Аланії з боротьби 2017                             | Росія    | вільна боротьба, до 97 кг       | Золото |
| Клубний чемпіонат світу з боротьби 2017                   | Росія    | команда                         | Золото |
| Гран-прі «Іван Яригін» 2018                               | Росія    | вільна боротьба, до 97 кг       | Бронза |
| Турнір Дана Колова — Николи Петрова 2018                  | Росія    | вільна боротьба, до 97 кг       | Золото |
| Чемпіонат світу з боротьби серед військовослужбовців 2018 | Росія    | вільна боротьба, до 97 кг       | Золото |
| Чемпіонат Росії з боротьби 2018                           | Росія    | вільна боротьба, до 97 кг       | Срібло |
| Турнір Аланії з боротьби 2018                             | Росія    | вільна боротьба, до 97 кг       | Золото |
| Pro Wrestling League 2019                                 | Росія    | команда                         | 6      |
| Турнір Алі Алієва 2019                                    | Росія    | вільна боротьба, до 125 кг      | Золото |
| Чемпіонат Росії з боротьби 2019                           | Росія    | вільна боротьба, до 97 кг       | Золото |
| Всесвітні ігри військовослужбовців 2019                   | Росія    | вільна боротьба, до 97 кг       | Бронза |
| Турнір Аланії з боротьби 2019                             | Росія    | вільна боротьба, до 97 кг       | Срібло |
| Гран-прі «Іван Яригін» 2020                               | Росія    | вільна боротьба, до 97 кг       | Золото |
| Міжнародний турнір Маттео Пелліцоне 2022                  | Угорщина | вільна боротьба, до 97 кг       | Бронза |
| Відкритий турнір Загребу з боротьби 2023                  | Угорщина | вільна боротьба, до 97 кг       | 9      |
| Турнір Ібрагіма Мустафи 2023                              | Угорщина | вільна боротьба, до 97 кг       | Бронза |

### Виступи на змаганнях молодших вікових груп
| Змагання                                       | Збірна | Вагова категорія          | Місце  |
| ---------------------------------------------- | ------ | ------------------------- | ------ |
| Чемпіонат Європи з боротьби серед кадетів 2007 | Росія  | вільна боротьба, до 76 кг | Бронза |
| Чемпіонат світу з боротьби серед юніорів 2009  | Росія  | вільна боротьба, до 96 кг | Бронза |
| Чемпіонат Європи з боротьби серед юніорів 2010 | Росія  | вільна боротьба, до 96 кг | Золото |